# Pronote
Pronote est un logiciel de gestion de vie scolaire créé en 1999 par Index Éducation, et utilisé dans plus de 10 000 collèges et lycées.

## Société éditrice
La société Index Éducation a été créée en janvier 1992. Son siège se trouve à Ivry-sur-Seine. Elle est spécialisée dans les applications informatiques liées à l'enseignement.
La marque Pronote est déposée pour la première fois en mars 1999.
En décembre 2020, Docaposte acquiert la majorité du capital de la société,. La société est détenue par deux actionnaires, Index Éducation Développement et Docaposte.
En décembre 2023, Index Education rachète une partie des actifs de la société concurrente Itop Education, placé en liquidation judiciaire en juillet 2022, pour un montant de 110 000 €.

## Fonctionnalités
Le logiciel est au départ un client lourd, mais il existe, depuis 2003, une extension permettant de l'utiliser sous forme d'application web : Pronote.net. Depuis 2008, Pronote est également disponible sous la forme d'une application mobile.
Les professeurs l'utilisent entre autres pour saisir les notes et compétences ou les absences. Les élèves peuvent voir leurs devoirs à faire pour les prochains jours, leurs notes, menu, retards, punitions, absences et leur emploi du temps.
Pronote permet, entre autres, d'utiliser et modifier les bases EDT (autre logiciel édité par Index Education). La gestion des emplois du temps étant une des fonctionnalités majeures de Pronote, son interconnexion avec EDT est au cœur de son fonctionnement.

## Identification numérique et applications
L'identification numérique de l'utilisateur sur Pronote va au-delà de la simple connexion à l'espace personnel. Depuis le rachat de la société par Docaposte, celle-ci entend doter Pronote d'un outil de signature numérique.

### Vote électronique hors de France
Pronote affiche sur son site la possibilité d'organiser des votes via son application. Ce vote, selon les affirmations de la société, serait mis en place dans certains pays autres que la France « où les élections sont moins contraignantes ».
En 2012, des parlementaires évaluaient le coût de l'élection des parents d'élèves à 2,4 millions d'euros contre 15,2 millions d'euros une élection par un vote électronique qui respecterait les formalités.

## Controverses

### Problèmes de sécurité
Durant l'été 2005, mAg3, un magazine édité par le bureau DPMA A3 du ministère de l'Éducation nationale, révèle une vulnérabilité critique dans Pronote.net permettant de récupérer l'intégralité d'une base de données Pronote. L'article souligne également la faiblesse du chiffrement des mots de passe.
Le 7 juin 2011, le blogueur Bluetouff annonce une vulnérabilité critique dans Pronote.net permettant de trouver les données personnelles des élèves et parents d'élève de tout un établissement scolaire facilement. Un mois après son signalement, la faille n'est toujours pas corrigée, selon un article publié sur Reflets.info. Le 8 juin 2011, Index Éducation annonce ne pas avoir réceptionné le mail − ce qui suppose un problème de transmission du côté du ministère de l'Éducation nationale − et s'engage à corriger la faille au plus vite en échange de la suppression de l'article,. Le 13 juin 2011, Index Éducation publie sur son site une mise à jour de Pronote qui neutralise cette faille de sécurité.

### Demandes de suppression de projets open source
Le 30 avril 2021, le développement de la bibliothèque open source de client tiers « pronote-api » est interrompu à la demande de l'éditeur Index Éducation. En réponse à cette requête, le mainteneur supprime l'intégralité de l'historique du dépôt Git ainsi que le paquet npm. Malgré cela, des copies publiques de la bibliothèque continuent d'exister, et son développement se poursuit au travers de forks maintenus par d'autres contributeurs, par Effet Streisand.

### Effets néfastes
Comme tout logiciel de cahier de texte en ligne, Pronote soulève des questionnements en matière d'éducation des enfants et de relations entre familles et professeurs. Le cahier de texte heure par heure permet aux parents de vérifier les dires de leurs enfants, mais peut aussi les inciter à ne plus prendre le temps de demander à leur enfant de leur raconter sa journée, ce qui apprend à l'enfant à transmettre des informations et lui laisse le choix de dire ou non la vérité, occasion d'apprendre les conséquences d'un mensonge. L'enfant risque également de ne plus se concentrer au moment où le professeur donne les devoirs en classe, puisqu'il sait qu'il les retrouvera en ligne. Comme d'autres logiciels de vie scolaire, il est décrit comme générateur de stress pour les élèves, les enseignants et les parents,. En effet, cette surveillance numérique amenuise l'intimité des élèves. Certains élèves consultent constamment leur moyenne, qui comprend des décimales.